# Šarlatová
Šarlatová je barva mezi červenou a oranžovou, blíže červené. Její pastelovější odstín je rumělková.

## Symbolika
Šarlatová v západním světě symbolizuje:
- odvahu
- sílu
- vášeň
- horko, žár
- radost

Symbolizuje i negativní vlastnosti:
- hřích
- cizoložství
- prostituci

V křesťanství je to barva nošená kardinály, též je spjata s krví Ježíše Krista.